# Textures
Textures – holenderska grupa muzyczna wykonująca progresywny death/thrash metal. Powstała w 2001 roku w Tilburgu.

## Dyskografia
| Polars                                  | - Data: 2003 - Wydawca: Listenable Records             | –   |
| Drawing Circles                         | - Data: 17 kwietnia 2006 - Wydawca: Listenable Records | –   |
| Silhouettes                             | - Data: 21 kwietnia 2008 - Wydawca: Listenable Records | 100 |
| Dualism                                 | - Data: 23 września 2011 - Wydawca: Nuclear Blast      | 78  |
| Phenotype                               | - Data: 5 lutego 2016 - Wydawca: Nuclear Blast         | 77  |
| „–” oznacza, że album nie był notowany. |                                                        |     |